# Nicolás Bazzana
Nicolás Bazzana (La Plata, Argentina; 23 de febrero de 1996) es un futbolista argentino que se desempeña como defensor central y su club actual es Guillermo Brown de la Primera Nacional.

## Trayectoria
Llegó al club Estudiantes a la temprana edad de 7 años, e hizo todas las inferiores allí. Debutó profesionalmente el 25 de mayo del 2017, en un partido de Copa Libertadores entre Estudiantes y Botafogo, encuentro en el que el conjunto argentino ganó por 1-0. Convirtió su primer gol profesional el 14 de mayo de 2018, cuando Estudiantes visitó a Rosario Central, dándole el empate agónico al pincha, club del cual es hincha.
A mediados de 2019 llega al Club Atlético Aldosivi en condición de préstamo por un año, sin cargo ni opción de compra, para disputar la Superliga Argentina 2019-20.

## Estadísticas

### Clubes
| Club                              | Div.          | Temporada     | Liga  | Liga  | Liga   | Copas nacionales | Copas nacionales | Copas nacionales | Copas internacionales | Copas internacionales | Copas internacionales | Total | Total | Total  |
| Club                              | Div.          | Temporada     | Part. | Goles | Asist. | Part.            | Goles            | Asist.           | Part.                 | Goles                 | Asist.                | Part. | Goles | Asist. |
| --------------------------------- | ------------- | ------------- | ----- | ----- | ------ | ---------------- | ---------------- | ---------------- | --------------------- | --------------------- | --------------------- | ----- | ----- | ------ |
| Estudiantes de La Plata Argentina | 1.ª           | 2016-17       | —     | —     | —      | —                | —                | —                | 1                     | 0                     | 0                     | 1     | 0     | 0      |
| Estudiantes de La Plata Argentina | 1.ª           | 2017-18       | 2     | 1     | 0      | —                | —                | —                | —                     | —                     | —                     | 2     | 1     | 0      |
| Estudiantes de La Plata Argentina | 1.ª           | 2018-19       | 5     | 0     | 0      | 3                | 0                | 0                | 1                     | 0                     | 0                     | 9     | 0     | 0      |
| Estudiantes de La Plata Argentina | 1.ª           | 2020          | —     | —     | —      | 6                | 0                | 0                | —                     | —                     | —                     | 6     | 0     | 0      |
| Estudiantes de La Plata Argentina | Total club    | Total club    | 7     | 1     | 0      | 9                | 0                | 0                | 2                     | 0                     | 0                     | 18    | 1     | 0      |
| C. A. Aldosivi Argentina          | 1.ª           | 2019-20       | 12    | 0     | 0      | 2                | 0                | 0                | —                     | —                     | —                     | 14    | 0     | 0      |
| C. A. Aldosivi Argentina          | Total club    | Total club    | 12    | 0     | 0      | 2                | 0                | 0                | 0                     | 0                     | 0                     | 14    | 0     | 0      |
| Sarmiento de Junín Argentina      | 1.ª           | 2021          | 22    | 0     | 0      | 10               | 0                | 0                | —                     | —                     | —                     | 32    | 0     | 0      |
| Sarmiento de Junín Argentina      | Total club    | Total club    | 22    | 0     | 0      | 10               | 0                | 0                | 0                     | 0                     | 0                     | 32    | 0     | 0      |
| Delfín S. C. · Ecuador            | 1.ª           | 2022          | 18    | 0     | 0      | 1                | 0                | 0                | 2                     | 0                     | 0                     | 21    | 0     | 0      |
| Delfín S. C. · Ecuador            | Total club    | Total club    | 18    | 0     | 0      | 1                | 0                | 0                | 2                     | 0                     | 0                     | 21    | 0     | 0      |
| San Martín (T) Argentina          | 2.ª           | 2023          | 6     | 0     | 0      | —                | —                | —                | —                     | —                     | —                     | 6     | 0     | 0      |
| San Martín (T) Argentina          | Total club    | Total club    | 6     | 0     | 0      | 0                | 0                | 0                | 0                     | 0                     | 0                     | 6     | 0     | 0      |
| Guillermo Brown (PM) Argentina    | 2.ª           | 2024          | 10    | 0     | 0      | —                | —                | —                | —                     | —                     | —                     | 10    | 0     | 0      |
| Guillermo Brown (PM) Argentina    | Total club    | Total club    | 10    | 0     | 0      | 0                | 0                | 0                | 0                     | 0                     | 0                     | 10    | 0     | 0      |
| Total carrera                     | Total carrera | Total carrera | 75    | 1     | 0      | 22               | 0                | 0                | 4                     | 0                     | 0                     | 101   | 1     | 0      |
| 1. 2.                             |               |               |       |       |        |                  |                  |                  |                       |                       |                       |       |       |        |